# 吉尔什
吉尔什（法語：Guirsch，發音：[ɡiʁʃ]）是比利时瓦隆大区盧森堡省阿爾隆的片区与村庄。吉尔什原为一独立市镇，1977年1月1日，吉尔什与阿尔隆和邻近的4个市镇外加属于市镇阿希的村庄富什和桑蓬及属于市镇沃尔克朗日的村庄塞斯利什合并，组成了今天的阿尔隆市镇，吉尔什成为了阿尔隆的一个片区。